# 格倫埃爾德 (堪薩斯州)
格倫埃爾德（英語：Glen Elder）是一個位於美國堪薩斯州米切爾縣的城市。

## 地方資料
根據2020年美國人口普查的數據，格倫埃爾德的面積為1.13平方千米，當中陸地面積為1.13平方千米，而水域面積為0.00平方千米。當地共有人口362人，而人口密度為每平方千米320.35人。